# أونا ريان
أونا ريان (بالإنجليزية: Una Ryan) هي عالمة التقانة الحيوية أمريكية، ولدت في 18 ديسمبر 1941 في كوالالمبور في ماليزيا. بعد بحث مطول وسيرة مهنية أكاديمية بدأت أونا مهنة في صناعة التكنولوجيا الحيوية. كانت مديرة العلوم الصحية لشركة مونسانتو؛ والرئيسة التنفيذية، الرئيسة والمديرة لشركة أفانت للعلاجات المناعية؛ وهي حاليًا رئيسة مبادرة باي إيريا للاقتصاد الحيوي، بين العديد من الجمعيات الأخرى. أونا هي مستثمر داعم وتركز تمويلها على الشركات التي تقودها نساء. وقد حصلت على العديد من الجوائز والتقديرات خلال حياتها المهنية من ضمنها جائزة 10 سنوات من الجدارة من المعهد الوطني للصحة، وسام الإمبراطورية البريطانية وجائزة ألبرت أينشتاين.

## السيرة الشخصية
ولدت أونا سكولي في 18 ديسيمبر من عام 1941  في كوالالمبور، ماليزيا لوالد بريطاني كان محتجزًا في معسكر ياباني خلال الحرب العالمية الثانية. فرَّت سكولي ووالدتها بواسطة قارب من سنغافورة إلى إنجلترا حيث أكملت تعليمها، وتخرجت بشهادة في علم الحيوان من جامعة بريستول في عام 1963.
في عام 1965، بدأت بالنشر تحت اسم أونا سميث واستمرت بذلك حتى العام 1973. ثم ذهبت لتحصل على شهادة الدكتوراه من جامعة كامبريدج في عام 1967 وفي نفس تلك السنة انتقلت إلى الولايات المتحدة الأمريكية، حاصلًة على زمالة هوارد هيوز في جامعة ميامي لدراسة الإنزيمات المحولة للأنجيوتنسين. وبعد إكمال الزمالة، درَّست سميث كأستاذة في علوم الحياة والطب في كلية الطب في جامعة ميامي من 1972 إلى 1989. في عام 1975، منشوراتها العلمية عكس اسمها يو. إس. ريان أو أونا سكولي ريان. تم تقدير عملها في ميامي بجائزة العشر سنوات من الجدارة من المعهد الوطني للصحة.
في عام 1989، تزوجت ريان من الجرّاح ألان دانا كالاو ثم في بداية عام 1990، عملت بصفة أستاذة باحثة في الجراحة، الطب وبيولوجيا الخلايا في كلية الطب بجامعة واشنطن في سانت لويس، ميسوري. وفي نفس الوقت، قبلت بمنصب مديرة العلوم الصحية في مونساتو. تركت ريان مونساتو في عام 1992 وانضمت إلى لشركة أفانت للعلاجات المناعية كنائبة الرئيس وكبيرة الباحثين العلميين في شهر مايو من عام 1993. في حوالي نفس الوقت، تركت ريان جامعة واشنطن لتشغل منصب أستاذة باحثة في الطب في كلية الطب بجامعة بوسطن وحصلت على الجنسية الأمريكية في عام 1994. ثم في عام 1996، تمت ترقية ريان إلى منصب الرئيسة في شركة أفانت وأيضًا بدأت العمل كرئيسة تنفيذية ورئيسة لشركة سيلديكس للعلاجيات. وكانت طوال الوقت مستمرة في بحثها ونشر أوراقها عن اللقاحات ضد الأمراض البكتيرية والفيروسية ولإدارة الكوليسترول. مُنحت ريان رتبة الإمبراطورية البريطانية في عام 2002 لمساهماتها في البحث والتطوير المتعلق بالتكنولوجيا الحيوية. في عام 2007، كُرِّمت بجائزة ألبرت أينشتاين لتطويرها لقاحات جديدة لمحاربة أمراض عالمية مُعدية ثم في عام 2008، تركت القطاع الربحي تاركتًا مناصبها في شركتي أفانت وسيلديكس. في عام 2009 تم تكريمها بالدكتوراه الفخرية من جامعة بريستول. بالإضافة إلى اللقاحات، عملت ريان على حلول للمياه النقية وفي عام 2009 مُنحت جائزة مبادرة كارتييه للنساء لبرنامج تنقية مياه الصرف باستعمال البكتيريا الزرقاء والطاقة الشمسية. وجهت ريان تركيزها إلى برنامج يدعى التشخيص للجميع، بالرغم من عدم قدرتها على تأمين أموال رأس المال للبرنامج، وذلك في محاولة لتطوير فحوصات تشخيصية غير مكلفة للبلدان النامية. استعملت المبادرة اوراق اختبار وقطرة من الدم يتغير لونها عند وضع المواد الكيمياوية عليها لتشير إلى نتائج مختلفة، دون الحاجة إلى أعمال مختبرية وبطريقة بسيطة للتخلص من النفايات، بسبب إمكانية حرق الورقة. بدأت الشركة باختبار الكبد ومن ثم وسعت منتجاتها لتشمل اختبارات الحمل واختبار مراقبة الكلوكوز لمرضى السكري.
وافقت ريان على شغل منصب أول سيدة تترأس مبادرة باي إيريا للاقتصاد الحيوي مقررة الانتقال إلى الساحل الأمريكي الغربي في عام 2013 . عملت ريان في مجلس إدارة منظمة صناعة التكنولوجيا الحيوية عندما كانت لاتزال في بوسطن، تتشابه هذه المنظمة مع مبادرة الاقتصاد الحيوي في الغايات لزيادة الكفاءة وتقليل الوقت المطلوب للمنتجات لبدء التجارب السريرية عليها ووصولها في النهاية إلى المهنيين الطبيين.
وجهت ريان تركيزها إلى الاستثمار الداعم في محاولة لمساعدة الأعمال المُدارة من قبل نساء لتجد تمويلات لرأس مال للمشروع. عملت ريان كمديرة عامة لشركة غولدن سيدز، كشريكة في أسيتا أينجل وشاركت في منتدى أينجل كتوجه إلى الاستثمار في الشركات الناشئة والاشراف على الأعمال في سيليكون فالي. ولازالت ريان مستمرة في العمل في مجالس إدارة لعدة شركات للتكنولوجيا الحيوية.